# ピーター・チャン (料理人)
ピーター・チャン（Peter Chang）は、中国の料理人。アメリカ南東部のレストランにおいて四川料理の専門家として受賞した。チャンは中国の湖北省に生まれ、中国において調理の訓練を受けた。彼は中国の国家主席であった胡錦濤に対する食事を調理した。彼はワシントンD.C.の中国大使館で料理人として勤務するため、アメリカ合衆国に移り済んだ。彼が中国のレストランを離れた際、DonRockwell.comやChowhoundなどのインターネット掲示板では、彼を応援するファン団体が彼の動きを追跡した。